# Onychohydrus hookeri
Onychohydrus hookeri is een keversoort uit de familie waterroofkevers (Dytiscidae). De wetenschappelijke naam van de soort is voor het eerst geldig gepubliceerd in 1846 door White.